# Passerina rigida
Passerina rigida är en tibastväxtart som beskrevs av Johan Emanuel Wikström. Passerina rigida ingår i släktet Passerina och familjen tibastväxter. Inga underarter finns listade i Catalogue of Life.